# Chorisoneura cassiphila
Chorisoneura cassiphila es una especie de cucaracha del género Chorisoneura, familia Ectobiidae. Fue descrita científicamente por Rochebrune en 1883.
Habita en Senegal y Costa de Marfil.